# Newmarket (New Hampshire)
Newmarket ist eine Kleinstadt (Town) im Rockingham County in dem zu Neuengland zählenden Bundesstaat New Hampshire in den Vereinigten Staaten. Das U.S. Census Bureau hat bei der Volkszählung 2020 eine Einwohnerzahl von 9.430 ermittelt.

## Geographie
Die Stadt liegt im Südosten New Hampshires am Lamprey River, der hier als National Wild and Scenic River ausgezeichnet ist und in den Ästuar Great Bay übergeht.

## Geschichte
Newmarket wurde im Jahre 1727 gegründet. Vor dem Umzug nach Stratham befand sich hier für einige Jahre der Sitz von Timberland.

## Wirtschaft und Verkehr
Nur wenige Kilometer nördlich befindet sich der Campus der größten Universität New Hampshires, der University of New Hampshire.
Die Bahnstrecke Wilmington–Agamenticus geht seit 1841 durch Newmarket, das jedoch seit 1976 kein Haltepunkt mehr ist.

## Söhne und Töchter der Stadt
- George W. Kittredge (1805–1881), Politiker
- William B. Small (1817–1878), Politiker